# Rat-kangourou du Texas
Dipodomys elator
Espèce
Statut de conservation UICN

 VU B1ab(i,ii,iii) : Vulnérable
Le Rat-kangourou du Texas (Dipodomys elator) est une espèce de Rongeurs de la famille des Heteromyidae. C'est un petit mammifère qui fait partie des rats-kangourous d'Amérique. 
L'espèce a été décrite pour la première fois en 1894 par un zoologiste américain, Clinton Hart Merriam (1855-1942).

## Répartition et habitat
Le rat-kangourou du Texas est endémique des États-Unis (Oklahoma et Texas). Il vit dans des endroits ouverts avec une herbe courte. Il semble associé avec Prosopis glandulosa, bien que cette plante ne lui soit pas essentielle pour survivre.

## Menaces
Il est menacé par la destruction de son habitat, converti en terres agricoles.